# 15502 Hypeirochus
A 15502 Hypeirochus (ideiglenes jelöléssel (15502) 1999 NV27) egy kisbolygó a Naprendszerben. A LINEAR projekt keretében fedezték fel 1999. július 14-én.